# Le Monde et la Chair
Pour plus de détails, voir Fiche technique et Distribution.
Le Monde et la Chair (titre original : The World and the Flesh) est un film américain réalisé par John Cromwell, sorti en 1932.

## Synopsis
Un soldat de fortune risque sa vie pour sauver les amis d'une fille pleine aux as pendant la révolution russe...

## Fiche technique
- Titre original : The World and the Flesh
- Réalisation : John Cromwell
- Scénario : Oliver H.P. Garrett d'après la pièce d'Ernst Spitz et Phillipp Zeska
- Photographie : Karl Struss
- Société de production : Paramount Pictures
- Pays de production : États-Unis
- Format : Noir et blanc - 1,37:1
- Genre : drame
- Date de sortie : 1932

## Distribution
- George Bancroft : Kylenko
- Miriam Hopkins : Maria Yaskaya
- Alan Mowbray : Dimitri
- George E. Stone : Rutchkin
- Mitchell Lewis : Sukhanov
- Max Wagner (en) : Vorobiov
- Harry Cording : Ivanovitch
- Emmett Corrigan : Spiro
- Oscar Apfel : Banquier
- Reginald Barlow : Markov
- Ferike Boros : Sasha